# Cloche de navire
Pour les articles homonymes, voir Cloche (homonymie).

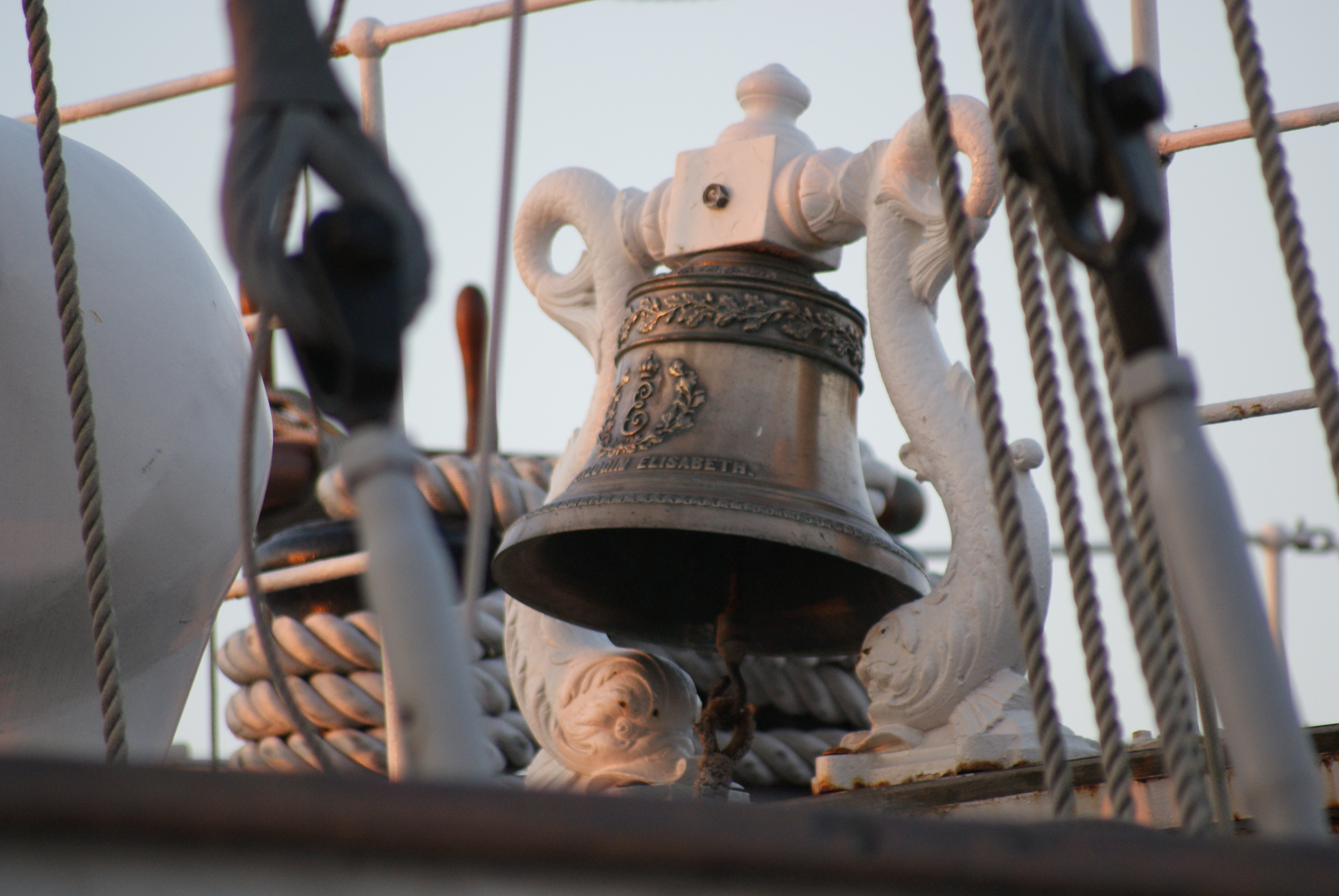
Cloche sur le trois mâts carré Duchesse Anne.

Une cloche de navire ou cloche de quart est habituellement faite de bronze, et a souvent le nom du navire gravé sur elle. La cloche aujourd'hui est placée sur le gaillard d'avant. Le règlement international pour prévenir les abordages en mer impose la présence d'une cloche pour les navires d'une longueur égale ou supérieure à 20 m. La cloche doit avoir une puissance de 110 dB à 1 m ; et lorsqu'elle est obligatoire, doit avoir un diamètre minimum de 300 mm. Son usage le plus courant est de transmettre à la passerelle l'information concernant le nombre de maillons de chaîne de mouillage à l'eau, ou de signaler que l'ancre est dérapée. Le cordage tressé servant à actionner le battant est nommé corde, seul cordage portant ce nom à bord des navires.

## Légende
Une légende raconte qu'il y a eu un arrangement entre bosco (et ses matelots)  et le cuisinier, les hommes de pont allumaient le feu le matin pour le cuisinier, ceci lui permettant de se lever un peu plus tard, en contrepartie, le cuisinier prenait en charge le nettoyage de la cloche.

## Nom du navire
Le nom du navire est traditionnellement gravé sur la surface de la cloche, souvent avec l'année à laquelle le navire a été lancé. Parfois (surtout sur les navires plus modernes), la cloche porte également le nom du chantier naval qui a construit le bateau. Si le nom d'un navire a changé, la tradition maritime veut que le navire garde la cloche originale portant le nom initial du navire. La cloche d'un navire est un bien précieux quand un navire a coulé. C'est souvent le seul moyen d'identifier correctement l'épave.